# Rezolucje Rady Bezpieczeństwa ONZ z roku 1981
Stałe miejsca w Radzie Bezpieczeństwa ONZ posiadają:
- ChRL
- Francja
- ZSRR
- Stany Zjednoczone
- Wielka Brytania

W roku 1981 członkami niestałymi Rady były:
- NRD
- Hiszpania
- Irlandia
- Meksyk
- Japonia
- Niger
- Panama
- Filipiny
- Tunezja
- Uganda

## Rezolucje
Rezolucje Rady Bezpieczeństwa ONZ przyjęte w roku 1981: 
- 485 (w sprawie Izraela i Syrii)
- 486 (w sprawie Cypru)
- 487 (w sprawie Iraku i Izraela)
- 488 (w sprawie Izraela i Libanu)
- 489 (w sprawie Vanuatu)
- 490 (w sprawie Libanu)
- 491 (w sprawie Belize)
- 492 (w sprawie Antigua i Barbuda)
- 493 (w sprawie Izraela i Syrii)
- 494 (w sprawie wyboru Sekretarza Generalnego)
- 495 (w sprawie Cypru)
- 496 (w sprawie Seszeli)
- 497 (w sprawie Izraela i Syrii)
- 498 (w sprawie Izraela i Libanu)
- 499 (w sprawie Międzynarodowego Trybunału Sprawiedliwości)